# 趙惟正
同安僖靖王赵惟正（？—1032年），北宋宗室、大臣，北宋太祖趙匡胤孫子，燕懿王赵德昭长子。爵封樂平郡公，官至建寧軍節度使，天聖十年六月（1032年7月）卒，宋仁宗贈太傅、兼侍中，追封同安郡王，諡號僖靖。無子，以其弟舒國公趙惟忠之子趙從讜為嗣。

## 生平
太平兴国八年十月，授左千牛卫将军。四迁左龙武军。宋真宗即位，进左千牛卫大将军。大中祥符八年十一月，进简州团练使。天禧二年八月，进齐州防御使。宋仁宗即位，进亳州观察使，封乐平郡公。天圣七年九月，进保信军节度观察留后。天圣十年六月卒，赠太傅、兼侍中，追封同安郡王，谥僖靖。无子，以弟赵惟忠子赵从谠为嗣。

## 家庭
- 夫人裴氏，至道三年正月二十日（997年3月1日），隨孝章皇后陪葬永昌陵[2]。
- 荣国夫人史氏，治平二年七月十九日卒。
- 養子：濟南侯趙從讜（?-1045），官至左龍武大將軍、温州團練使，慶曆五年四月（1045年5月），因此前犯罪削官爵，並囚於自宅，後自刎而死，贈濟州防禦使、濟南侯[3]。